# 베터 댄 초콜릿
베터 댄 초콜릿(Better Than Chocolate)은 캐나다에서 제작된 앤 휠러 감독의 1999년 영화이다. 웬디 크로슨 등이 주연으로 출연하였고 샤론 맥고완 등이 제작에 참여하였다.

## 출연

### 주연
- 웬디 크로슨

### 조연
- 크리스티나 콕스
- 앤 마리 맥도널드
- 마리아 델버
- 케빈 먼디
- 토니 나포

## 제작진
- 미술: 데이빗 로버츠
- 배역: 린느 캐로우
- 배역: 캐롤 타링턴